# Sisak (Románia)
Sisak (románul:  Șușca, szerbül: Шушка) falu Romániában, a Bánságban, Krassó-Szörény megyében. Az első világháborúig Krassó-Szörény vármegye Újmoldovai járásához tartozott.

## Nevének változásai
1840, 1880-1900-ig Suska, 1873-ban Szuska az elnevezése.

## Népessége
1900-ban 657 lakosából 588 volt román, 36 szerb, 4 német és 29 egyéb anyanyelvű; 652 ortodox, 2 izraelita és 3 római katolikus vallású.
1992-ben 509 lakosából 457 volt román, 42 szerb, 4 német, 3 magyar és 3 cseh nemzetiségű; 356 volt ortodox, 142 baptista, 9 római katolikus, 1 evangélikus és egy egyéb vallású.